# Vi vandt vesten
 "How the West Was Won" omdirigeres hertil. For tv-serien, se How the West Was Won (tv-serie).
Vi vandt vesten (originaltitel How the West Was Won) er en storslået western fra 1962, der følger en familie i flere generationer på deres rejse mod vest, fra staten New York til Stillehavet.
I hovedrollerne ses Carroll Baker, Lee J. Cobb, Henry Fonda, Carolyn Jones, Karl Malden, Gregory Peck, George Peppard, Robert Preston, Debbie Reynolds, James Stewart, Eli Wallach, John Wayne, Richard Widmark, Brigid Bazlen, Walter Brennan, David Brian, Andy Devine, Raymond Massey, Agnes Moorehead, Harry Morgan, Thelma Ritter, Russ Tamblyn og Spencer Tracy.
Filmen er instrueret af John Ford (afsnittet om borgerkrigen), Henry Hathaway (afsnittene om floden, prærien og de lovløse), George Marshall (afsnittet om jernbanen) samt Richard Thorpe (overgangsafsnittene).
Filmen blev nomimeret til 8 Oscars ved Oscaruddelingen 1964, herunder til en Oscar for bedste film, hvilken pris imidlertid gik til britiske komedie Tom Jones. Filmen vandt dog tre Oscars for bedste manuskript, bedste klipning og bedste lyd.